# Студено изтичане
Студеното изтичане е област на океанското дъно, където се получава просмукване на сероводород, метан и други богати на въглеводороди течности, често под формата на солен басейн. Студено не означава, че температурата на изтичане е по-ниска от тази на околната морска вода; напротив, температурата често е малко по-висока. Студеното е относително спрямо много топлите (поне 60 °C) условия на хидротермален комин. Студените изтичания представляват биом, поддържащ няколко ендемични вида.
С течение на времето студените изтичания оформят уникална топография, като реакциите между метана и морска вода създават карбонатни скални образувания и рифове. Тези реакции може също да зависят от бактериалната активност. Икаитът, воден калциев карбонат, може да бъде свързан с окисляващ метан при студено просмукване.

## Видове
Видовете студени изтичания могат да бъдат разграничени според дълбочината (плитки и дълбоки). Студените изтичания могат да се различават и по състава си, както следва:
- изтичане на нефт/газ[2]
- изтичане на газ:[2] метан
- изтичане на газов хидрат[2]
- изтичане на солена вода[2]
- петна[2]
- кални вулкани[2]